# Razred podmornic XXI
Razred podmornic XXI (uradni nemški naziv Typ XXI) je nemški vojaški projekt gradnje podmornic med drugo svetovno vojno. Podmornica razreda XXI je znana tudi pod imenom Elektroboote.

## Zgodovina
Podmornica predstavlja velik korak v razvoju tehnologije podmornic, pred tem so bile podmornice načrtovane za plovbo na gladini in so se potopile le za krajše časovno obdobje (do dveh dni), pri tem projektu pa je profesor Hellmuth Walter skonstruiral podmornico za delovanje pod gladino. Projekt se je začel v poznih 1942ih, ko je Kriegsmarine spredvidela, da zavezniki počasi dobivajo premoč na Atlantiku. Podmornice naj bi zamenjale ostarele Typ VII in Typ IX. Prvo so izdelali 19. aprila 1944,a so do konca vojne izpluli na bojne naloge samo dve podmornici razreda XXI.

### Novosti
Stari palubni topovi so bili zamenjani s protiletalskima, ki sta bila pritrjena na vsako stran stolpa, vsi zunanji mehanizmi so se spravili pod linijo zunanjosti, tako da se je zmanjšal upor sredstva. Klasičen podest na stolpu so zamenjale tri lopute za opazovalca in poveljnika.
Podmornico so gradili razmeroma hitro, saj so prvič uporabili gradnjo po odsekih, s katero so lahko proizvodnjo prerazporedili iz obalnih ladjedelnic na delavnice v notranjosti Nemčije.
Bolje je bilo poskrbljeno tudi za udobje podmorničarjev, saj so konstruktorji vgradili zmrzovalnik za hrano in tuše.

## Lastnosti
- Izpodriv: površje 1621 t / potop 1819 t
- Dolžina: 76,7 m, tlačni trup 60,5 m
- Širina: 8 m, tlačna lupina 5,3 m
- Ugrez: 6,3 m
- Višina: 11,3 m
- Pogon (dieselski motor): 4000KM (3 MW), 15,6 vozla (29 km/h)
- Pogon (elektromotor): 4400 KM (3.3 MW), 17,2 vozla (32 km/h)
- Doseg (dieselski motor): 15.500 navtičnih milj pri 10 vozlih (28.700 km pri 19 km/h)
- Doseg (elektromotor): 340 navtičnih milj pri 5 vozlih (630 km pri 9 km/h)
- Posadka: 57
- Delovna globina: 200 m
- Oborožitev: šest 533-mm torpednih lanserjev, dva 20-mm protiletalska topa